# Tussungen
Der Tussungen (norwegisch für Koboldkind) ist ein 1759 m hoher Nunatak im ostantarktischen Königin-Maud-Land. Er ragt am westlichen Ende des Gebirges Sør Rondane auf.
Wissenschaftler des Norwegischen Polarinstituts benannten ihn 1988.